# Демократе (Израел)
Демократе (хебр. הדמוקרטים) је политичка странка у Израелу. Основана је у јулу 2024. уједињењем Израелске лабуристичке партије и Мереца. Води је Јаир Голан.

## Вође
| Вођа | Вођа | Вођа       | Почетак мандата | Завршетак мандата |
| ---- | ---- | ---------- | --------------- | ----------------- |
|      |      | Јаир Голан | 2024.           |                   |